# Der Berg des Schreckens
Der Berg des Schreckens ist ein US-amerikanischer Kriminalfilm mit Elementen des Westerns aus dem Jahr 1949 von S. Sylvan Simon mit Ida Lupino und Glenn Ford in den Hauptrollen. Der Film wurde von Columbia Pictures produziert und basiert auf dem 1945 veröffentlichten Dokumentation Thunder God’s Gold von Barry Storm, die die Legende der Lost Dutchman’s Gold Mine beschreibt.

## Handlung
Der Film beginnt in der Gegenwart. Barry Storm ist der Enkel von Jacob Walz, dem letzten Besitzer der Lost Dutchman Mine. Er folgt heimlich Floyd Buckley, der in Arizona nach der Mine sucht. Storm wird Zeuge, wie Buckley von einem Heckenschützen erschossen wird. Sheriff Earle führt aus, dass insgesamt 21 Männer auf der Suche nach der Mine ermordet wurden. Buckley ist der Vierte, der mit derselben Waffe getötet wurde. 
Barry kennt die Geschichte der Mine. 100 Jahre zuvor wurde sie von Ramon Peralta und seinen Brüdern entdeckt. Während Ramon nach Hause zurückkehrte, arbeiteten die anderen in der Mine. Als Apachen angreifen, tarnen sie den Mineneingang, werden aber im folgenden Kampf getötet. Barry führt Deputy Covin zur Stelle, an der Buckley erschossen wurde. Während Covin den Tatort untersucht, sucht Barry nach der Mine, findet jedoch zufällig ein altes Gewehr. Sheriff Early verweist Barry an ein Altenheim. Hier lernt er Martha Bannister und Bill Bates kennen, die ihm die Geschichte seines Großvaters erzählen.
Jacob Walz und sein Freund Wiser begegnen Ramon Peralta und dessen Kameraden Ludi in einer kleinen Stadt am Fuße der Superstition Mountains. Sie folgen den beiden in die Berge, bis Peralta und Ludi auf den Mondaufgang warten und dann zu graben beginnen. Als sie Gold hervorholen, werden sie von Walz erschossen. Er erschießt auch Wiser und stopft sich seine Taschen mit Gold voll. Zurück in der Stadt wird Julia Thomas auf ihn bzw. sein Gold aufmerksam. Sie bekommt ihre Chance, als Walz betrunken vor dem Eingang ihrer Bäckerei zusammenbricht. Sie bringt ihn ins Bett und als er erwacht, spielt sie Desinteresse an seinem Gold vor.
Als Walz erfährt, dass Julia Deutsch spricht, beginnt er, ihr den Hof zu machen. Julia gesteht ihm, mit Pete verheiratet zu sein. Doch sie lebe getrennt von ihm, da sie ihn nicht mehr liebe. Walz bietet ihr an, die Scheidung zu finanzieren, doch er bekommt zufällig heraus, dass Julia nicht von Pete getrennt ist. Später gibt er ihr eine Lagekarte der Mine und will sich dort mit ihr treffen. Julia eilt mit Pete zur Mine, ohne zu wissen, dass Walz im Hinterhalt liegt. Er versteckt ihre Vorräte und das Wasser und hindert sie mit Schüssen, den Platz zu verlassen. In ihrer Verzweiflung ersticht Julia Pete und fleht Walz um Hilfe an. Walz lässt sie jedoch weiter Hunger und Durst leiden. Erst ein Erdbeben, dass einen Erdrutsch auslöst, der sie begräbt, beendet ihre Qual.
In der Gegenwart ist sich Barry sicher, die Mine lokalisieren zu können. Als er eine beschriebene Stelle als Orientierungspunkt erkennt, wird er von Covin beschossen. Der Deputy sucht selber seit 20 Jahren nach der Mine und ist der Mörder der anderen Schatzsucher. Barry kann Covin in einen Nahkampf zwingen. Als der von einer Klapperschlange gebissen wird, stürzt er zu Tode. Sheriff Earle hat Covin verfolgt und erscheint. Barry und Earle warten auf den Mondaufgang. Ihnen wird jedoch klar, dass sie das genaue Datum ermitteln müssen, um die Grabungsstelle ermitteln zu können.

## Produktion

### Hintergrund
Gedreht wurde der Film vom 25. Oktober bis zum 13. Dezember 1948 hauptsächlich in Arizona, so z. B. in den Superstition Mountains, am Agua Fria National Monument, in Apache Junction, Florence und Phoenix. Weitere Aufnahmen entstanden auf der Movie Ranch von Columbia/Warner in Burbank sowie in den Columbia/Sunset-Gowers-Studios in Hollywood.
Der echte Barry Storm, Autor der literarischen Vorlage, war nicht mit Jacob Walz verwandt. Laut einer Meldung des Hollywood Reporter strengte er 1955 eine Verleumdungsklage gegen Columbia an. Er fühlte sich als illegitimer Enkel von Jacob Walz falsch dargestellt. Die Parteien konnten sich außergerichtlich einigen.

### Stab
Carl Anderson war der Art Director, Jean Louis der Kostümbildner. Morris Stoloff war der musikalische Direktor.
Für Regisseur und Produzent S. Sylvan Simon war es die letzte Regiearbeit.

### Besetzung
In kleinen nicht im Abspann erwähnten Nebenrollen traten Richard Alexander, Trevor Bardette, Harry Cording, Myrna Dell, John Doucette, Billy Gray, Karolyn Grimes, Arthur Hunnicutt (als Ludi), Antonio Moreno (als Ramon Peralta), Hayden Rorke (als Floyd Buckley), Jay Silverheels, William Tannen, Tom Tyler, Dorothy Vernon und Will Wright auf. Ebenfalls unerwähnt blieben Paul E. Burns als Bill Bates und Elspeth Dudgeon als Martha Bannister.

## Synchronisation
Die deutsche Synchronfassung entstand 1950 in München.
| Rolle         | Darsteller      | Synchronsprecher      |
| ------------- | --------------- | --------------------- |
| Jacob Walz    | Glenn Ford      | Heinz Engelmann       |
| Pete Thomas   | Gig Young       | Ernst von Klipstein   |
| Sheriff Early | Paul Ford       | Klaus W. Krause       |
| Deputy Walter | Jay Silverheels | Gert Günther Hoffmann |

Anmerkung: Die kursiv geschriebenen Namen sind Rollen und Darsteller, die nicht im Abspann erwähnt wurden.

## Veröffentlichung
Die Premiere des Films fand am 10. Juni 1949 statt. In der Bundesrepublik Deutschland kam er am 1. Dezember 1950 in die Kinos, in Österreich schon am 19. Mai 1950.

## Kritiken
Das Lexikon des internationalen Films schrieb: „Ein packend inszenierter historischer Western mit kriminalistischen Elementen.“
Der Kritiker der The New York Times lobte den Film als spannendes, intelligentes und oftmals aufregendes Abenteuer.